# Flamenc (música i ball)
|  | Per a altres significats, vegeu «flamenc». |

El flamenc és un gènere de música i dansa del segle xviii, que té com a base la música i la dansa andalusa, en la creació i desenvolupament del qual van tenir un paper fonamental els individus de l'ètnia gitana. El flamenc neix i es desenvolupa a Andalusia, durant el període que va des del segle xviii al segle xx. Té influències morisques, gitanes, africanes, americanes, entre d'altres. El cante, el toque i el baile són les principals facetes del flamenc. Els diferents estils flamencs, s'anomenen palos. El 16 de novembre de 2010 el flamenc va ser declarat Patrimoni Cultural Immaterial de la Humanitat per la UNESCO.
Els principals centres i famílies flamenques es troben encara en barris i ciutats que van servir de nucli per als gitanos, com Alcalà, Utrera, Jerez de la Frontera i Sevilla. A Catalunya han existit figures molt rellevants, com la bailaora Carmen Amaya.

## Etimologia

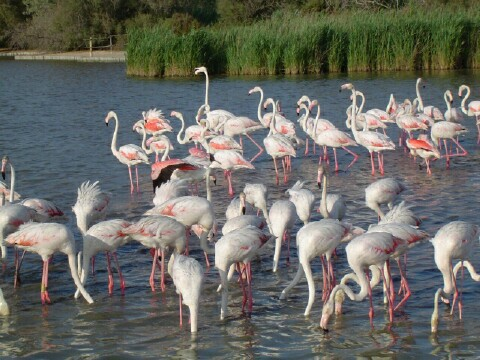
Flamencs

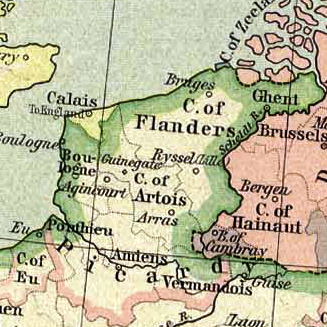
Flandes al

La paraula flamenc, referida al gènere artístic que es coneix sota aquest nom, es remunta a mitjan segle xix. No hi ha certesa de la seva etimologia, per la qual cosa s'han plantejat diverses hipòtesis:
- Paral·lelisme amb l'ocell del mateix nom. Algunes hipòtesis relacionen l'origen del nom del gènere flamenc amb les aus camallargues del mateix nom. Una d'elles diu que el flamenc rep aquesta denominació perquè el llenguatge corporal dels seus intèrprets recorda a aquestes aus. Marius Schneider, en canvi, defensa que l'origen del terme pot estar en el nom d'aquestes aus, però no en la seva semblança amb l'estil dels bailaores sinó en què el mode de mi, que és el predominant en el repertori flamenc, es relaciona a la simbologia medieval, entre altres animals, amb el flamenc.[1]
- Música dels "fellah-minvà", els pagesos moriscos sense terra. Segons Blas Infante el terme "flamenc" prové de l'expressió hispanoàrab fellah minvà, que significa "camperol sense terra".[2] Segons ell, molts moriscos es van integrar a les comunitats gitanes, amb les que compartien el seu caràcter de minoria ètnica al marge de la cultura dominant. Infante suposa que en aquest ambient degué sorgir el cante flamenc, com a manifestació del dolor que aquest poble sentia per l'aniquilació de la seva cultura. Tanmateix aquest autor no aporta cap font històrica documental que avali aquesta hipòtesi i, tenint en compte la fèrria defensa que va fer al llarg de la seva vida d'una reforma agrària a Andalusia, per pal·liar la mísera situació del jornaler andalús de la seva època, aquesta interpretació sembla més ideològica i política que històrica o musicològica. No obstant això, el Pare García Barrioso, també considera que l'origen de la paraula flamenc pogués estar en una expressió àrab usada al Marroc, fellah-mangu, que significa «cants dels camperols».[3] Així mateix un especialista com de Vega aporta les expressions felahikum i felah-enkum, que tenen el mateix significat.[4]
- Origen a Flandes. Un altre bloc d'hipòtesis vinculen l'origen del terme amb el territori de Flandes. Segons Felip Pedrell el flamenc va arribar a Espanya des d'aquestes terres durant l'època de Carles V del Sacre Imperi Romanogermànic, i d'aquí ve el seu nom.[5] Alguns autors afegeixen que en els balls que es van organitzar per donar la benvinguda a aquest monarca aparegueren expressions d'ànim com les de Balleu-li al flamenc! Segons el diccionari etimològic del neerlandès, la paraula provindria del fet que es pensava a la península Ibèrica que els gitanos que van crear aquesta música, venien d'un lloc llunyà i del nord, doncs de Flandes.[6]
- Els gitanos se'ls coneix també com a flamencs. El 1881 Antonio Machado Álvarez, Demófilo, en el primer estudi sobre el flamenc, va argumentar que aquest gènere deu el seu nom al fet que els seus principals conreadors, els gitanos, eren coneguts freqüentment a Andalusia sota aquesta denominació.[7] El 1841, George Borrow, en el seu llibre The Zincali: an account of the gypsies of Spain (Los Zíncali: Los gitanos de España) ja havia recollit aquesta denominació popular, el que reforça l'argumentació de Demófilo.

| « | Gitanos o egiptanos és el nom donat a Espanya tant en el passat com en el present als que en anglès anomenem gypsies, encara que també se'ls coneix com a ‘castellans nous', ‘germans' i ‘flamencs'; […] El nom de ‘flamencs', amb el qual al present són coneguts en diferents parts d'Espanya,[...] | » |

No hi ha cap certesa del motiu pel qual els gitanos eren anomenats flamencs, però hi ha nombroses notícies que apunten cap a un origen en l'argot, situant el terme flamenc dins del lèxic propi de la germània. Aquesta teoria sosté que flamenc deriva de flamància, paraula que prové de flama i que a la Germània es refereix al temperament fogós dels gitanos. En el mateix sentit el diccionari de la Real Academia Española diu que flamenc significa col·loquialment «xulo o insolent», la locució «posar-se flamenc» n'és un exemple. En un significat similar, el terme "flamenc" és usat com a sinònim de ganivet i de gresca o gatzara per Juan Ignacio González del Castillo, en el seu sainet El soldado fanfarrón (El soldat fanfarró), cap al 1785. Tot i així, Serafín Estébanez Calderón, en les seves Escenas andaluzas (1847) aporta les primeres descripcions de situacions flamenques, i en elles no va utilitzar aquest nom per realitzar aquest tipus de qualificacions.

### Cante jondo
Segons el diccionari de la RAE, el cante jondo és «el más genuino cante andaluz, de profundo sentimiento» (el més genuí cant andalús, de sentiment profund). Aquest diccionari recull com a equivalents les locucions cante jondo o cante hondo, el que avala que el terme jondo no és més que la forma dialectal andalusa de la paraula castellana hondo (profund, pregon), amb la seva característica aspiració de la h provinent de f inicial. Tanmateix Máximo José Kahn arribà a sostenir que el terme jondo procedeix de la locució hebrea jom-tob o yom-tob, desinència d'alguns cants de sinagoga. Segons Manuel García Matos e Hipólito Rossy, no tot el cante flamenc és cante jondo. Manuel de Falla considerava que el cante jondo era el cant antic, mentre que el cante flamenco era el modern.

## Història

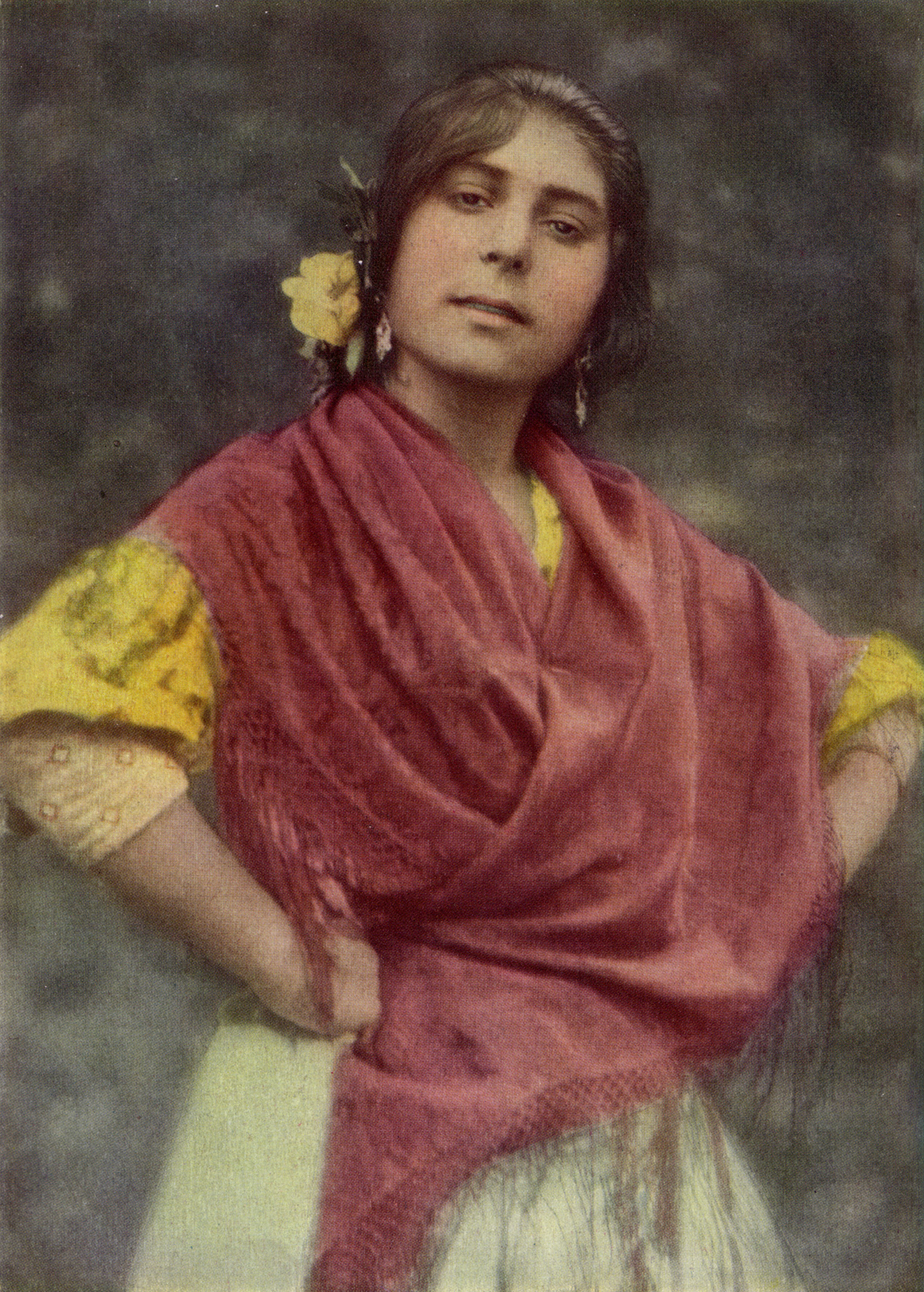
Gitana de Granada

Degut a la dificultat per al seu estudi científic, molts dels estils que han influït en el flamenc es perden en la nit dels temps. Es poden considerar prehistòriques a totes aquelles fases de gestació i evolució, bé del mateix flamenc, bé dels gèneres musicals o lírics en els que troba ascendència, anteriors al segle xviii, quan es tenen les primeres notícies relatives a intèrprets professionals. És en aquesta etapa prehistòrica on es localitzen els principals substrats i adstrats, que no es poden anomenar de cap manera flamencs, però que poden haver contribuït a la mínima, menor o major mesura a la seva conformació.
Podem considerar protohistòrica l'etapa que abasta des de les primeres notícies sobre el flamenc fins a les primeres gravacions sonores. En aquesta fase, que abasta des de mitjan-finals del xviii a finals del XIX, el flamenc es presenta com un producte si no acabat molt semblant al dels registres sonors. Al començament d'aquest període, el grup de cants que després es dirien flamencs encara romanen separats i aïllats uns dels altres, amb una forta segmentació comarcal i, a vegades, ètnica. Dues són les dades decisives per tal que aquesta situació canviï.
Es pot dir que el flamenc no va néixer espontàniament, sinó que es va generar a partir del folklore popular, on eren abundants els antics "romances juglarescos". Es creu que els gitanos del sud d'Espanya van crear aquesta música dia a dia des de la seva arribada a Andalusia el segle xv. Es creu que els gitanos van arribar d'una regió del nord de l'Índia anomenada Sid, que actualment pertany al Pakistan, i que van haver d'abandonar per causa una sèrie de conflictes bèl·lics. Fins al final del segle xv, els gitanos han estat quasi sempre nòmades amb professions relacionades amb el pastoreig i l'artesania. La tradició nòmada portà aquest grup ètnic a ser una cultura acostumada a adquirir les formes musicals d'allà on arribava, per reinterpretar-les després a la seva manera.
La música n'és una part molt important, tant en les seves celebracions com en la seva manera de viure.
Tot el que necessiten per començar a fer música, és una veu i ritme, que sempre s'hi pot afegir amb les mans i els peus.
Per aquesta raó, en les formes més primitives del flamenc no es necessiten més instruments que els que proporciona el cos humà.
En la música gitana sempre han estat importants tant la improvisació com el virtuosisme.
Els gitanos van trobar a Andalusia el lloc perfecte per a desenvolupar la seva musicalitat, ja que aquesta regió gaudia d'un impressionant auge cultural, artístic i científic. Aquest fet es devia a quasi vuit-cents anys de barreja de cultures àrabs, jueves i cristianes.
La falta de documentació escrita sobre els primers temps del flamenc es produeix perquè aquest es va generar i desenvolupar en un ambient de secular ignorància i sota el regnat de la pobresa més sublim, circumstàncies, aquestes, que no van permetre als primers flamencs deixar testimoni de la seva pròpia experiència; de fet, la imatge que devien donar les primeres escenes flamenques no van motivar els intel·lectuals de l'època per a plasmar-les en els seus escrits.
Així doncs, el flamenc no era considerat llavors com un art, sinó com tot el contrari. En realitat, les poques mencions per part d'alguns intel·lectuals de què es disposa, són en sentit pejoratiu.
La primera transcripció a partitura d'una peça flamenca es troba dins de l'òpera "La màscara afortunada" de Neri (Itàlia, segle xviii). Podem dir que a finals del segle xix el flamenc ja havia establert les seves formes tal com es coneixen avui, malgrat que és una música que no ha deixat d'evolucionar des dels seus orígens i que segueix viva i canviant.

### La Guerra de la Independència (1808)
Donada la superioritat militar de l'exèrcit napoleònic el gruix de la resistència hispana front a la invasió francesa el constitueix el poble pla, que s'organitza en juntes i practica la tàctica de guerrilles per obstaculitzar l'avanç francès. Nombrosos episodis heroics emplenen aquesta lluita, amb importants baixes entre la població civil, però sens dubte els més emblemàtics són la batalla de Bailén, on grups de bandolers van col·laborar decisivament en la derrota de la cavalleria francesa, i el setge de Cadis, que gràcies al suport naval britànic es va mantenir invicta.
Un cop acabada la guerra queda en la consciència espanyola un sentiment d'orgull racial que contraposa a l'il·lustrat afrancesat la força tel·lúrica del "maco", arquetip de l'individualisme, la gràcia i el castissisme. En aquest ambient triomfa la moda "cañí". Després de diversos segles de marginalitat, convivència difícil i persecucions i pragmàtiques que no es porten efectivament a terme, el castissisme veu en el gitano un model ideal d'aquest individualisme, de manera que els primers intèrprets gitanos que arriben a la Cort no només són ben rebuts sinó que reforcen un sentiment de fascinació per les coses andaluses ja manifestat pels primers viatgers del nord d'Europa i que en aquells moments, en plena eclosió de les escoles taurines de Ronda i Sevilla, arriba a la capital.

### Silverio Franconetti i el primer cafè cantant (1881)
Tot i no haver conservat cap registre sonor cert, se sol considerar Silverio Franconetti un dels cantaors més complets que han existit. Ell, que no era d'ètnia gitana, va aprendre d'aquests tots aquells cants que estaven ocults per al públic general, i va decidir dedicar-se al cant per consell del millor cantaor de la seva època, el fill. Després d'un parèntesi a l'Uruguai, va reprendre la seva carrera el 1864 i el 1881 obre a Sevilla el primer cafè cantant.

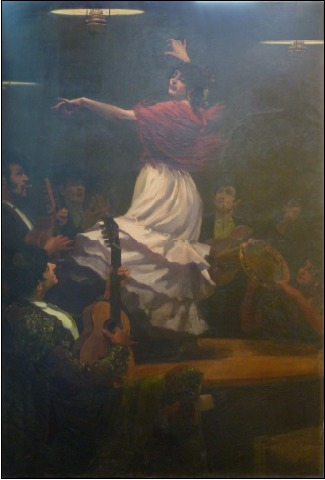
Ball Flamenc. Felip Masó, 1890. Biblioteca Museu Víctor Balaguer

El cafè cantant era un local nocturn on els espectadors podien beure copes a la vegada que gaudien dels espectacles musicals. Com és de suposar, en aquests locals es produïen freqüentment excessos de tota classe, cosa que va motivar un gran rebuig entre el comú de la població que va viure d'esquena al moment més decisiu del desenvolupament de l'art flamenc, i que al capdavall va dificultar l'apropament de les classes intel·lectuals a aquest fenomen cultural.
Segons va publicar en les seves memòries el cantaor Fernando de Triana, ja en 1842 existia un cafè cantant anomenat Los Lombardos, però fins aquest moment els diferents cants i intèrprets havien estat força desconnectats entre si. Al cafè de Silverio aquests es col·loquen uns enfront d'altres, en un ambient molt enriquidor però molt competitiu, i al capdavant de tots el mateix Silverio, cantaor de llarg repertori, d'excel·lents dots artístics, al qual li agradava reptar en públic els millors "cantaors" que passaven pel seu cafè. La moda del cafè cantant va permetre el sorgiment del cantaor professional (que guanyava més diners com millor fos la seva interpretació) però a la vegada va servir de gresol on es van fondre els múltiples aspectes de l'art flamenc. Allà, el "paio" aprenia els cants gitanos, mentre els gitanos reinterpreten al seu estil els cants folklòrics dels paios que arribaven a Andalusia, el cantaor d'escàs repertori maldava per estendre'l, i el públic configurava amb el seu aplaudiment un gust musical que tendia a unificar (en temàtica i execució) i a discriminar uns pals d'altres.

### L'evolució delspalos

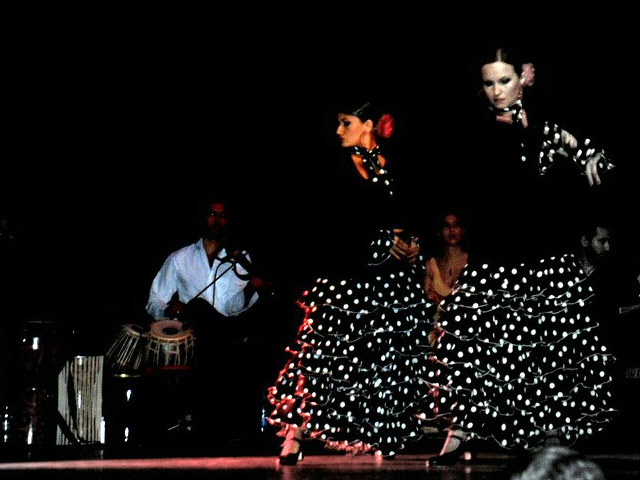
Soleà per buleries

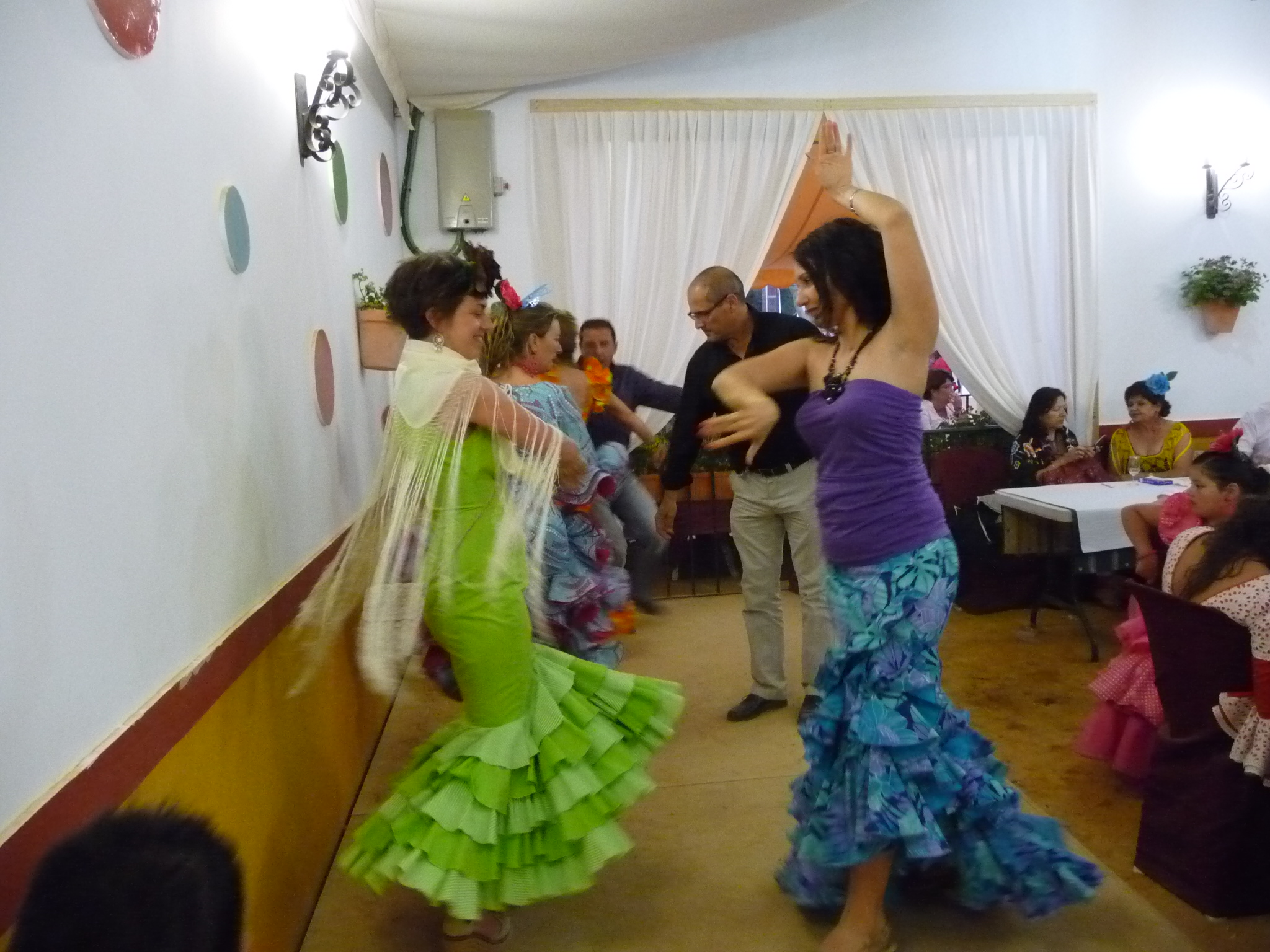
Sevillanes

En el transcurs del segle xix tots aquests ingredients, que a la fi conformarien el flamenc, s'estan fusionant i recreant fins al punt que sent la major part de les seves coples d'origen camperol, adquiriran el seu caràcter flamenc ja a la ciutat: tots els bressols del flamenc són ciutats o vil·les de marcat pes específic a les comarques del Baix Guadalquivir.
D'altra banda l'apropiació dels gitanos a l'execució dels cants porta com a conseqüència un estil propi que els allunya cada vegada més de les tonades populars, fenomen que s'accentuarà encara més amb el sorgiment dels cantors professionals.
Està molt estesa la idea que el flamenc és el folklore d'Andalusia. A l'Andalusia pre-flamenca les músiques folklòriques estaven fraccionades a nivell comarcal: seguidillas i sevillanes a l'Alt i Baix Guadalquivir, fandangos a l'extrem occidental, fandangos abandolats a l'Alta Andalusia i la Campiña cordovesa, verdiales als Montes de Málaga, trovos i músiques de La Alpujarra per les terres altes de Granada i Almeria ... El flamenc beu de moltes d'aquestes fonts però donant un resultat final tan estilitzat i complex que l'andalús mitjà, fins i tot essent ben dotat per a la música, seria incapaç d'escometre. De fet, en cap moment de la seva llarga trajectòria històrica, el flamenc ha passat de ser una música relativament minoritària, amb més o menys difusió, però sempre superada pels folklores locals o comarcals.
Atenent a la mètrica de les cobles, es poden dividir en tres grans grups:
- Hereves del romanç: Cobles de tres o quatre versos de vuit síl·labes, amb rima preferentment assonant en els versos parells.
- Hereves de la seguidilla: Cobles de tres o quatre versos alterns de cinc i set síl·labes, amb rima en els versos curts.
- Hereves del fandango: Cobles de cinc versos (que a l'hora de l'execució es repeteix un d'ells) de set o vuit síl·labes, rimant els versos parells i els senars per separat.

Les cobles del primer grup es van desenvolupar a partir dels cants populars basats en el Romancero i els plecs de cordill (impressions dels romanços que el cantant ambulant venia després de la seva interpretació) l'estilització va donar lloc al corregut. El fraccionament d'algunes quartetes significatives (sovint resumides en tres versos) va donar lloc a les tonás primitives (impregnades més dels cants litúrgics) i l'acompanyament de la guitarra (el que li va imprimir un compàs per a ser ballable), a la canya i el pol, que comparteixen mètrica i compàs però difereixen en la seva execució; la seva paternitat se li atribueix a Ronda, ciutat fronterera entre l'Alta i la Baixa Andalusia. Aquests pals arribarien a Triana, raval de Sevilla amb gran tradició en els correguts, on es transformarien per donar lloc a la soleá. Des d'aquí viatjaria a Utrera, Jerez, Cadis i El Port, on conformarien variants locals. A Cadis, en aquell moment la ciutat més cosmopolita d'Espanya, pateix multitud d'influències que la fan evolucionar fins a generar el grup de les cantines i el seu pal central l'alegria amb marcada influència de la jota aragonesa. Així mateix de la interpretació més festiva de correguts i soleares sorgirien en Triana els jaleo, i a Jerez la buleria. Els jaleo van viatjar a Extremadura i les buleries es difongueren des de Jerez a tota la baixa Andalusia, generant variants locals. D'altra banda, els tangos i tientos es desenvolupen en els grans ports andalusos (Cadis, Sevilla i Màlaga), acusant la influència de la música de la Cuba colonial segons alguns autors, o dels primitius ritmes gitanos segons altres.
La mètrica de les seguidilles és compartida també per algunes tonades camperoles com la nana, els pregons i els cants de batre, l'arcaisme interpretatiu i argumental conviden a pensar que són gèneres preflamencos. A partir d'aquí va poder desenvolupar-se la lleugera, pal que en un principi es interpretarien sense guitarra. La serrana en canvi es presenta com una interpretació virtuosisme i melismàtica de la lleugera, fins al punt que tradicionalment s'interpretaven juntes, servint la lleugera d'introducció o de rematada. Aquest grup de pals són els de menor ascendència gitana en elaboració i interpretació, per la qual cosa no deixa de ser curiós el fet que el pal més genuïnament cale, la alborea, cant de noces vetat fora de les reunions familiars gitanes, comparteixi mètrica. També sense guitarra va poder desenvolupar la primitiva playera (possible contracció fonètica de planyidora), que amb el pas del temps s'impregnaria de la melodia de les tonás per donar lloc a la siguiriya, finalment executada amb guitarra. La seva mètrica és única i consta d'un primer, segon i quart vers de cinc o sis síl·labes i un tercer que pot arribar a les onze o dotze.
Finalment hi ha el grup dels fandangos, que al segle xvii era considerat el cante i ball més estès per tot Espanya i que al marxar perdent quedar confinat en comarques on va acabar generant variants locals. A causa de l'expansió de les sevillanes, en algunes comarques (especialment a l'oest del Guadalquivir) aquestes variants perdre el seu paper de suport del ball el que va permetre un major lluïment de l'intèrpret; d'aquesta manera sorgeix l'ampli ventall de variants locals dels fandangos de Huelva, que al segle xx es va refinar fins a donar lloc al molt variat espectre de fandangos personals. Als pobles de les muntanyes de Màlaga sobreviuran, aliens a l'evolució flamenca, els verdials, cante i ball afandangat el frenètic acompanyament és una relíquia que es remunta com a mínim a l'època morisca o fins i tot a la romana, com es desprendria d'un mosaic del segle I que es conserva al Museu de Nàpols. A l'est i sud-est del Gran Riu s'acompanyaran els fandangos amb la Bandol, instrument de corda executada amb un compàs regular que permet el ball. Sorgeixen així els fandangos de Lucena, els abellot de Puente-Genil (Còrdova), les malagueñas primitives, les rondeña, les Jaber, els jabegotes (Màlaga), la granaína, el taranto (Almeria) i la Taranta (Jaén).
Amb l'obertura de jaciments miners en l'arc mediterrani milers de camperols andalusos, especialment de les províncies més orientals, va emigrar a Alacant en els principals enclavaments miners evolucionen els tarantos. Aquesta última desenvolupa variant pròpia en Linares, i evoluciona cap a la minera de la Unió, la cartagenera i l'aixecada. A partir de l'època del cafè cantant alguns d'aquests cants també caminar el camí de partionar del ball i convertir-se en cants de compàs lliure, que permetran el lluïment dels grans intèrprets. El gran impuls a aquest procés el va donar Antonio Chacón, qui va desenvolupar versions preciosistes de malaguenyes, granaínas i cants miners.
Seguint amb la metodologia exposada a dalt, consideraríem història del flamenc a tots aquells esdeveniments que es produeixen a la llum del registre sonor, ja sigui en cilindres de cera, metàl·lics, discos de pissarra o qualssevol altres suports audiovisuals. En aquesta fase se sobreposa, per damunt de les referències i les especulacions, la certesa de les gravacions més antigues, la veu dels seus mateixos protagonistes. Així mateix les referències en premsa o altres mitjans escrits són més fàcilment interpretables perquè el flamenc és ja un fenomen conegut, i estès i inequívoc.

### La Generació del 98 i l'antiflamenquisme

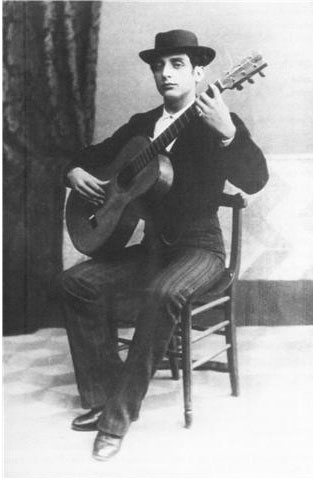
Paco de Lucena cap al 1898

El darrer terç del segle xix suposa una etapa convulsa per a la política espanyola amb esclats revolucionaris, guerres civils i cops militars, entre altres esdeveniments. Aquestes tensions es tradueixen en una debilitat exterior que culminarà en la pèrdua de les colònies el 1898. Aquests fets fan reflexionar a la intel·lectualitat de l'època que veu com Espanya perd el seu estatus de potència política alhora que es va endarrerint front als avenços industrials del nord d'Europa. Entre les explicacions exhibides per aquests intel·lectuals de la Generació del 98 es troba el "flamenquisme", espècie de calaix de sastre conceptual on hi caben els costums gitanes, el cante flamenc, l'afició als toros i altres elements de la cultura popular andalusa, que és vilipendiat en la mateixa època en què els intel·lectuals gallecs o catalans intenten des de dalt un renaixement cultural regionalista.
Tots els membres d'aquesta generació van ser per tant antiflamenquistes, a excepció dels germans Machado que per ser sevillans i a la vegada fills del famós folklorista "Demófilo" tenien una visió més complexa de l'assumpte. El paladí d'aquest moviment va ser l'escriptor madrileny Eugenio Noel, qui en la seva joventut va ser un casticista militant. Noel, que era gran admirador de la cultura popular, va atribuir a l'extensió del flamenc i la tauromàquia l'origen dels mals de la pàtria, en contraposició als moderns estats europeus on l'absència d'aquestes manifestacions culturals semblaven traduir-se en un major desenvolupament econòmic i social. Aquestes consideracions van fer que s'establís durant dècades una esquerda insalvable entre el flamenc i la intel·lectualitat, només trencada per la decisiva empenta de la Generació del 27, els membres més eminents de la qual eren andalusos i, per tant, coneixedors de primera mà del fenomen.

### "Ópera Flamenca" i el Concurs de Cante Jondo de 1922

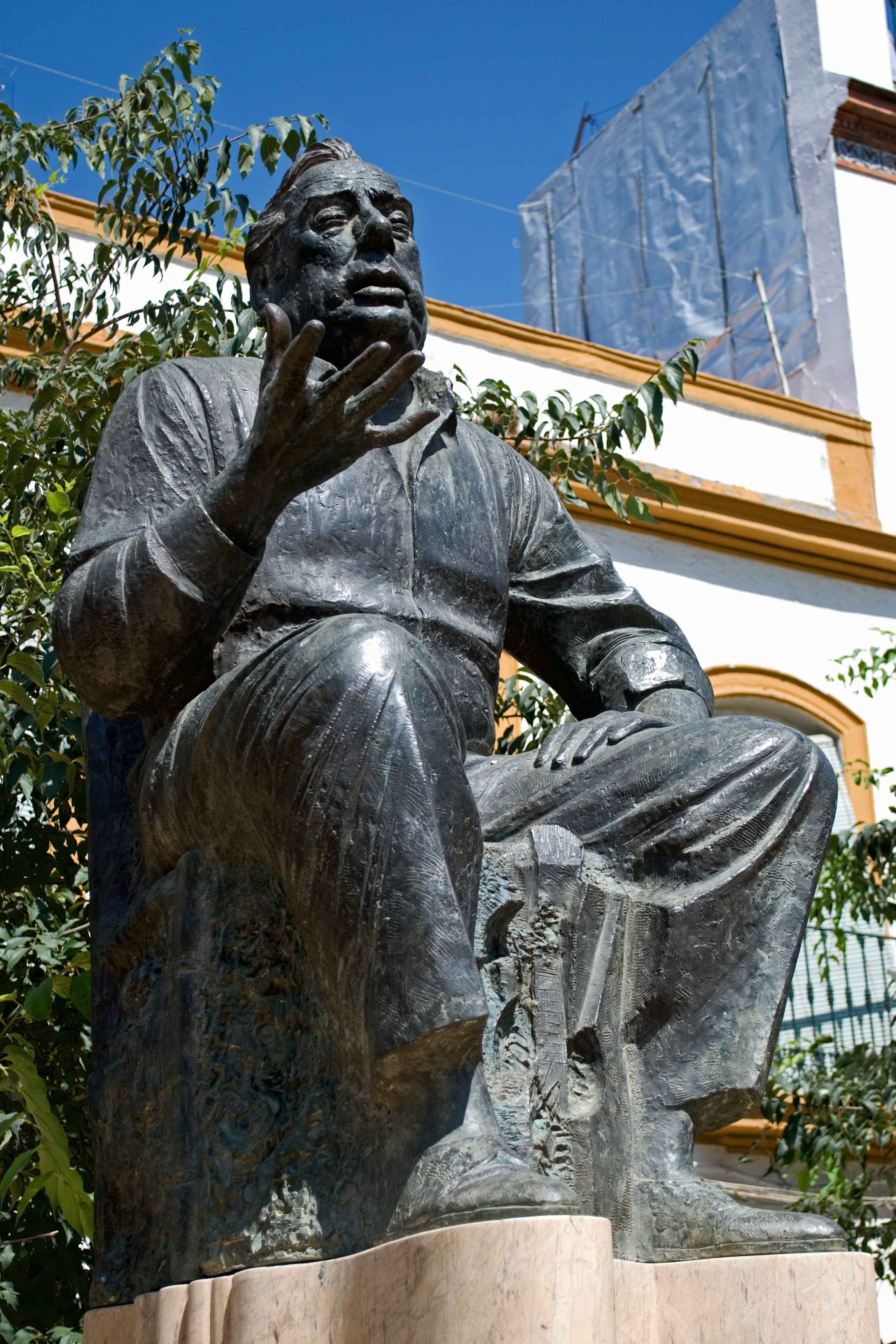
Homenatge a Manolo Caracol

El concurs de Cante Jondo de 1922 havia estat promogut per Federico García Lorca i Manuel de Falla durant la seva estada granadina. Tots dos artistes, que encara concebien el flamenc com folklore en lloc de com a art, sentien preocupació perquè entenien que el triomf massiu que estava tenint el flamenc acabaria amb les arrels més pures i fondes (en andalús "jondo") del flamenc. Per posar-hi remei van organitzar un concurs de Cante Jondo (per diferenciar-lo de cantes festius, cantines i altres; aquesta separació no es té ara per vàlida) en el qual només podien participar aficionats i el jurat va ser presidit per Don Antonio Chacón, aleshores primera figura del cante. Els guanyadors van ser un cantaor professional retirat de Morón de la Frontera "El tenalles" i un nen sevillà de 8 anys anomenat Manuel Ortega i que passaria a la història amb el nom artístic de Manolo Caracol. Al marge del resultat de l'experiment va resultar un fracàs a causa de l'escàs ressò que va produir i això va ser així perquè Lorca i Falla no van saber entendre el caràcter d'art gran i professionalitzat que per llavors ja tenia el flamenc i es van afanyar debades per cercar una puresa que mai va existir en un art que sempre s'ha caracteritzat per la barreja i la innovació personal dels seus creadors. Aquest purisme és un corrent conservador del flamenc que treu el cap periòdicament en els moments de major efervescència creativa.
En aquesta mateixa època en què es va organitzar el concurs el flamenc vivia la seva Edat d'Or gràcies a la Ópera Flamenca el nom no es deu a una altra raó més que l'interès dels promotors de tributar menys impostos com per llavors succeïa amb el gènere líric. Són aquests els anys d'Antonio Chacón, de Manuel Torre, de la Niña de los Peines, de Pepe Marchena, de Manolo Caracol i de moltes de les màximes figures que ha donat aquest art. Els espectacles es produïen en grans auditoris com teatres o places de toros i es van estendre des del seu nucli al Baix Guadalquivir, a tot Espanya ia moltes de les principals ciutats de la resta del món. Aquest gran èxit social i comercial arraconar sobre l'escenari a alguns dels pals més antics i sobris en favor d'aires més lleugers com les Cantina, els cants d'anada i tornada i, sobretot, els fandangos, l'explosió es va traduir en un ampli repertori de versions personals. Des del purisme es va criticar en tot moment aquesta excessiva livianització dels cants, el gaiter excessiu i el recurs al falset, però el cert és que els anys de la Ópera Flamenca (que per les vicissituds de la història d'Espanya s'estendrien fins ben entrada la postguerra) van suposar una gran finestra oberta a la creativitat i la conformació definitiva i en clau major d'alguns cants que fins llavors s'havien tingut com perifèrics.

### Neoclassicisme mairenista

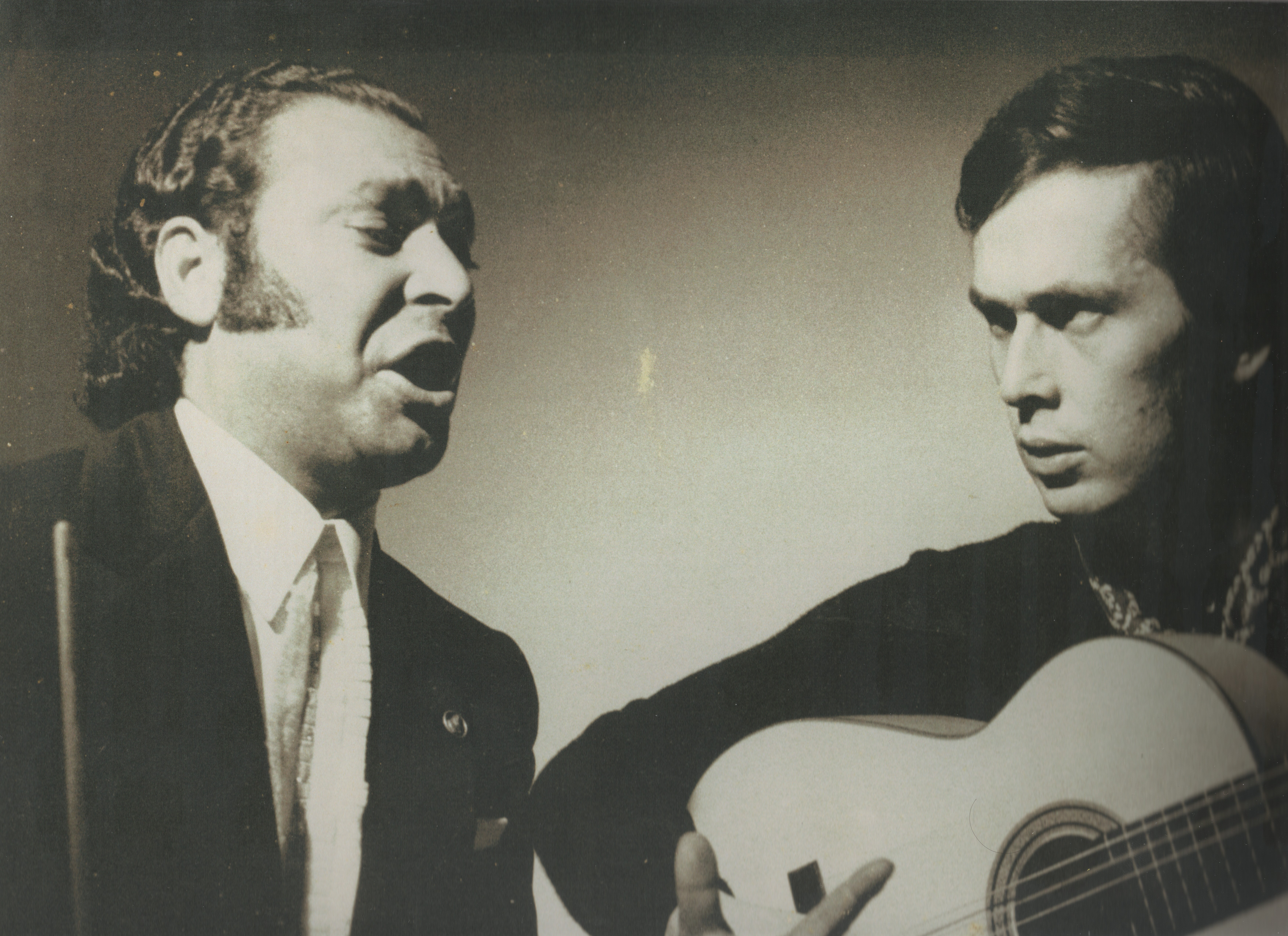
Juan el de la Vara i Paco de Lucía als anys setanta

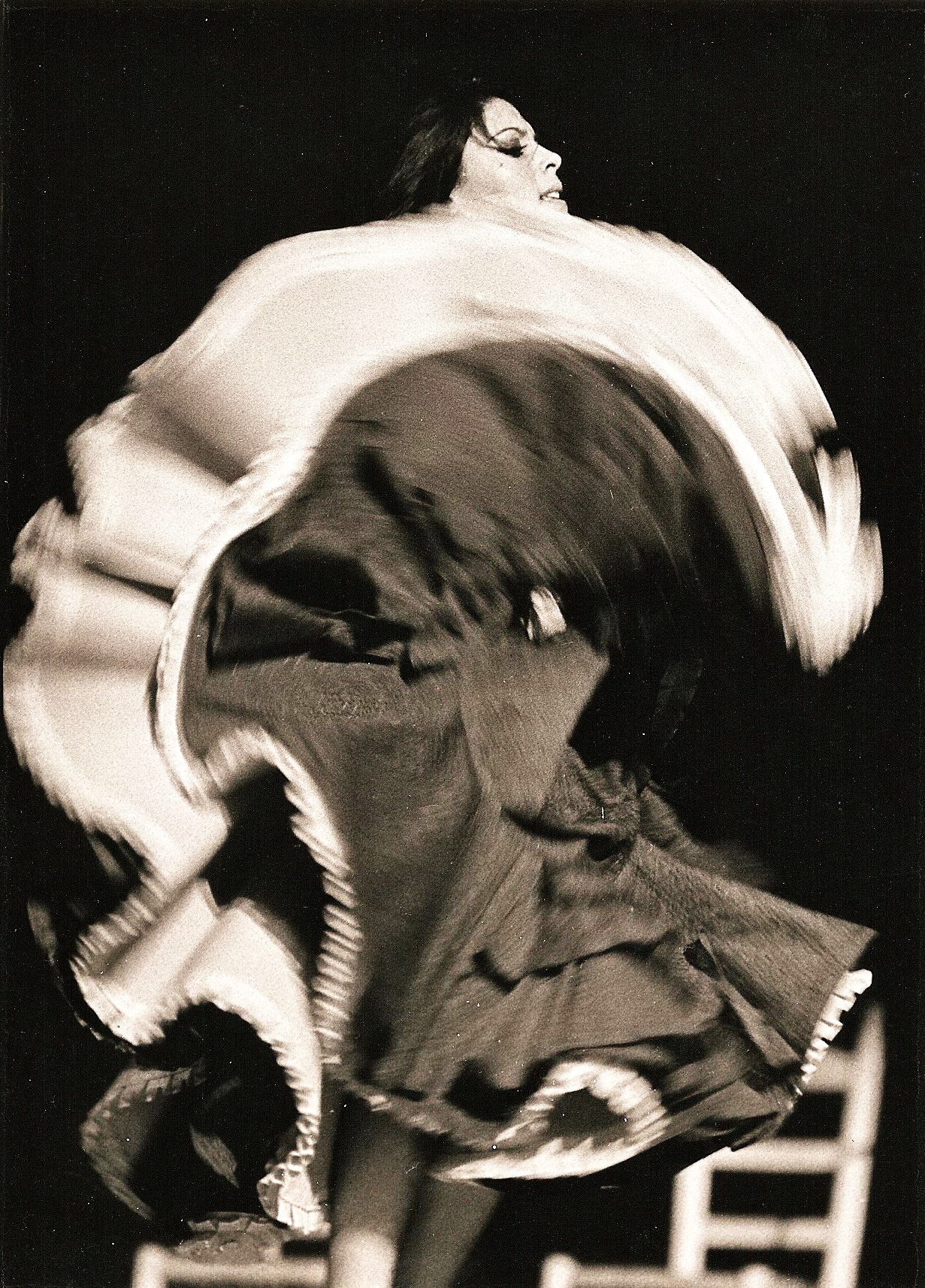
Ball flamenc als setanta

Franco va escollir el flamenc, la copla andalusa i la dansa espanyola com a expressions de cultura del seu govern. Durant els primers anys de franquisme es va mirar amb recel el món del flamenc; les autoritats no tenien molt clar si aquesta manifestació cultural podia derivar en una consciència nacionalista. Amb el temps es va adoptar una actitud sincrètica per la qual la copla andalusa (gènere sorgit a partir de l'estilització i desenvolupament dels cants binaris) es va acabar denominant copla espanyola, i va acabar per imposar-se com a gènere musical dominant en tota la resta del país.
Lliure de sospites de conspiració, el món intel·lectual es va obrir a la consideració del flamenc com a matèria d'estudi científic; el primer i més decisiu pas en aquesta direcció el va donar un intel·lectual argentí Anselmo González Climent, que es va emprar a fons en escrutar arxius, consultar fonts i ordenar conceptes. El fruit d'aquest esforç seria l'assaig Flamencología, la primera edició va veure la llum el 1955. A banda del inspiradíssim títol, autèntic baptisme de tota una ciència musicològica, el llibre dignificada tot allò relacionat amb l'art flamenc a base d'aplicar a aquest la mateixa metodologia que la utilitzada en altres camps de l'estudi acadèmic, de resultes de la qual cosa va quedar una nova imatge més compacta i encertada. Els nombrosos contactes dels que va tirar mà l'autor donaren a la seva obra el prestigi definitiu. Un any abans aquest canvi de tendència quedava anunciat per la gravació de la primera Antología del Cante Flamenco d'Hispavox, la qual va suposar un revulsiu en una època dominada pel cante "mixtificat" i orquestrat.
El 1958 es va fundar a Jerez de la Frontera la primera Càtedra de Flamencologia, que és la institució acadèmica dedicada a l'estudi, la investigació, conservació, promoció i defensa de l'art flamenc més antiga. Dir que "Flamencología" està a la base de tot estudi posterior sobre el flamenc no és exagerar de cap manera, però si hi ha una obra on aquesta incidència es fa especialment acusada és a Món i formes del Cante Flamenco, escrit conjuntament entre el poeta cordovès Ricardo Molina (membre del grup Cántico) i el cantaor sevillà Antonio Mairena. Despullada del llenguatge tecnicista l'obra explora la història i la conformació del cante i descriu la total varietat de pals i estils, resultant una obra d'indiscutible valor referencial al mateix temps que polèmica. Aquesta ve donada per la defensa a ultrança que els autors fan del que després es va anomenar la "tesi gitanos", en la qual s'estableix erròniament que el flamenc és obra exclusiva dels gitanos i que ho haurien mantingut en la intimitat fins a l'eclosió del professionalisme. Així mateix es diferenciava entre cante gran (aquell de més inequívoques influències gitanes) i canti noi (aflamencats formal tonades folklòriques i colonials). Basant-se en aquests preceptes es va organitzar el Concurs Nacional de Cante Jondo de Còrdova.
Amb totes les seves controvèrsies al neojondisme suposar un potent empenta en el procés de dignificació del flamenc, que a poc a poc es va anar desplaçant dels grans auditoris als tablaos més selectes, del cinema comercial al documental, de les revetlles a les càtedres.

### Inicis de la fusió

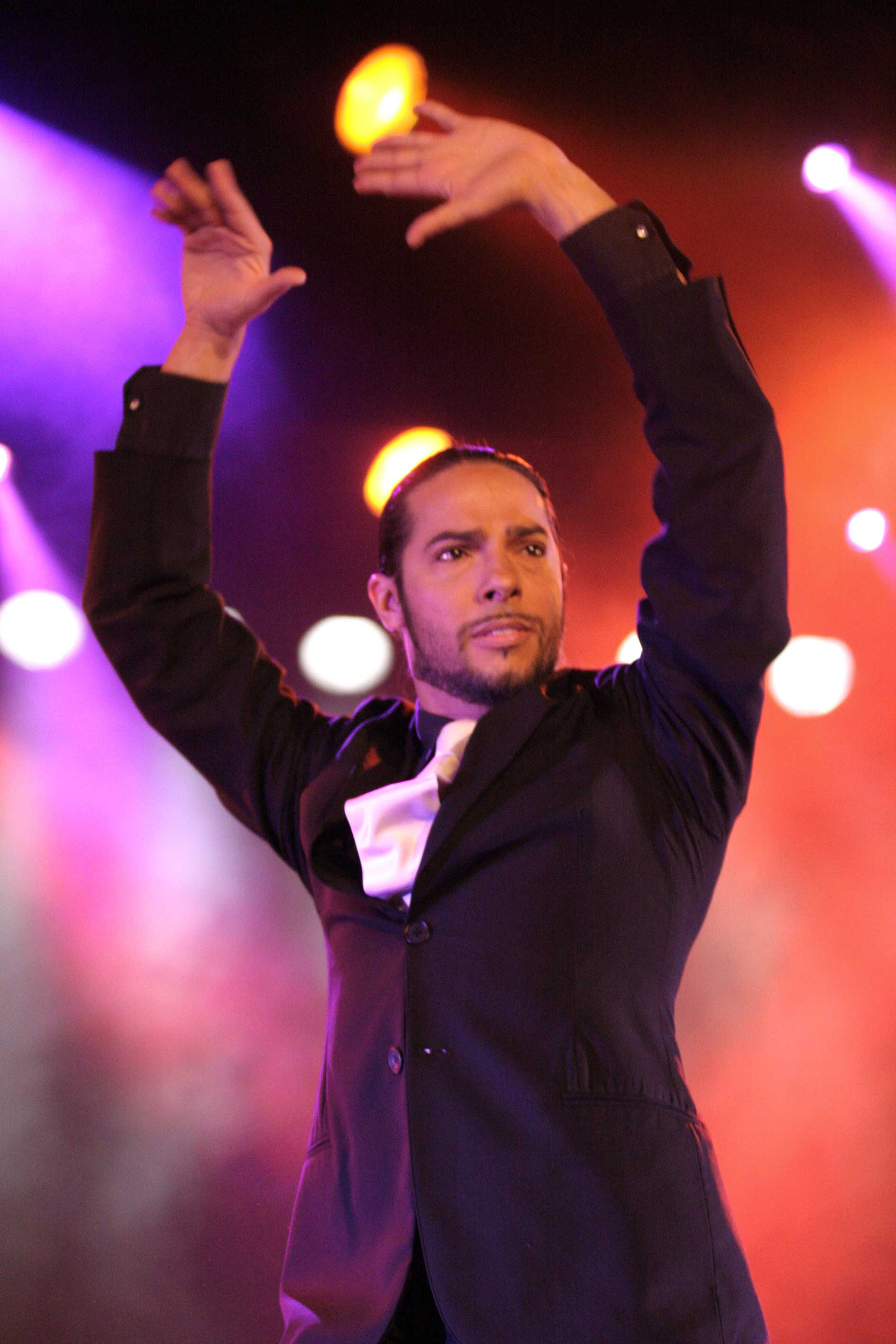
Joaquín Cortés innova a la dansa mitjançant la "fusió"

Durant dues dècades es van tenir per inqüestionables els postulats d'Antonio Mairena, reforçats sobre l'escenari pel qual ha estat un dels més llargs cantaores de tots els temps. Tanmateix les seves opinions més controvertides trobar resposta en altres autors que van venir a elaborar la "tesi andalusos", per la qual el flamenc hauria estat un producte cultural genuïnament andalús (doncs es desenvolupava íntegrament en aquesta regió i els seus cants bàsics derivaven del folklore meridional) i en ell els gitanos haurien contribuït en tant que andalusos, posant en relleu l'excepcionalitat del flamenc entre el conjunt de músiques dels gitanos d'altres parts d'Espanya i Europa. A la unificació posterior de les dues tesis contràries, la "andalusos" ha acabat per tenir un major pes (en part per no ser excloent).
Malgrat el gran pes del mairena tota una generació de cantaores s'havia criat escoltant i admirant els cants de Pepe Marchena o Manolo Caracol, i que com la resta de la societat espanyola començava a permeabilitzar dels nous estils musicals vinguts des d'Europa i els EUA. Així mateix es respiraven a Espanya nous aires de canvi social i cultural i tot això es va combinar en un període de revolució que s'ha etiquetat (generalment de manera vaga) com Fusió Flamenca. Un dels personatges més decisius en la conformació d'aquest fenomen va ser el representant d'artistes Jose Antonio Pulpón, qui instaría a col·laborar al cantaor Agujetas amb el grup sevillà de rock Smash. Pulpón aconseguir reunir a la parella més revolucionària de la història del flamenc des dels temps d'Antonio Chacón i Ramón Montoya. Es tractava de l'introvertit guitarrista d'Algesires Francisco Sánchez Gómez i del jove cantaor de San Fernando, José Monge Cruz.
La col·laboració artística entre Paco de Lucía i Camarón de la Isla, sota la batuta de Pulpón suposa un dels moments de major acceleració creativa en un art que sempre es va mantenir en moviment. Que aquest procés estigués protagonitzat per un guitarrista de tècnica prodigiosa i per un cantaor de llarg repertori i personalíssima actitud significaria la ruptura definitiva del conservadorisme ressuscitat pel mairena. Amb el temps tots dos artistes es van separar i van emprendre carreres en solitari, el de l'illa per convertir-se en el cantaor més mític dins i fora dels escenaris, amb legió de seguidors que van imposar una empremta que només recentment ha començat a remetre. El d'Algesires per reconfigurar tot el món musical del flamenc, establint nous cànons interpretatius, nous instruments (el calaix, la flauta travessera ...), trencant barreres estilístiques i dotant de sentit a les experiències de fusió posteriors.
Altres dos intèrprets destacats en aquest procés de renovació formal del flamenc són Juan Peña El Lebrijano, que va introduir el maridatge del flamenc amb el folklore nord-africà d'origen andalús, i Enrique Morente, que al llarg de la seva dilatada carrera artística ha bascula des del purisme de les seves primeres gravacions fins al mestissatge amb el rock.

## El flamenc en l'actualitat

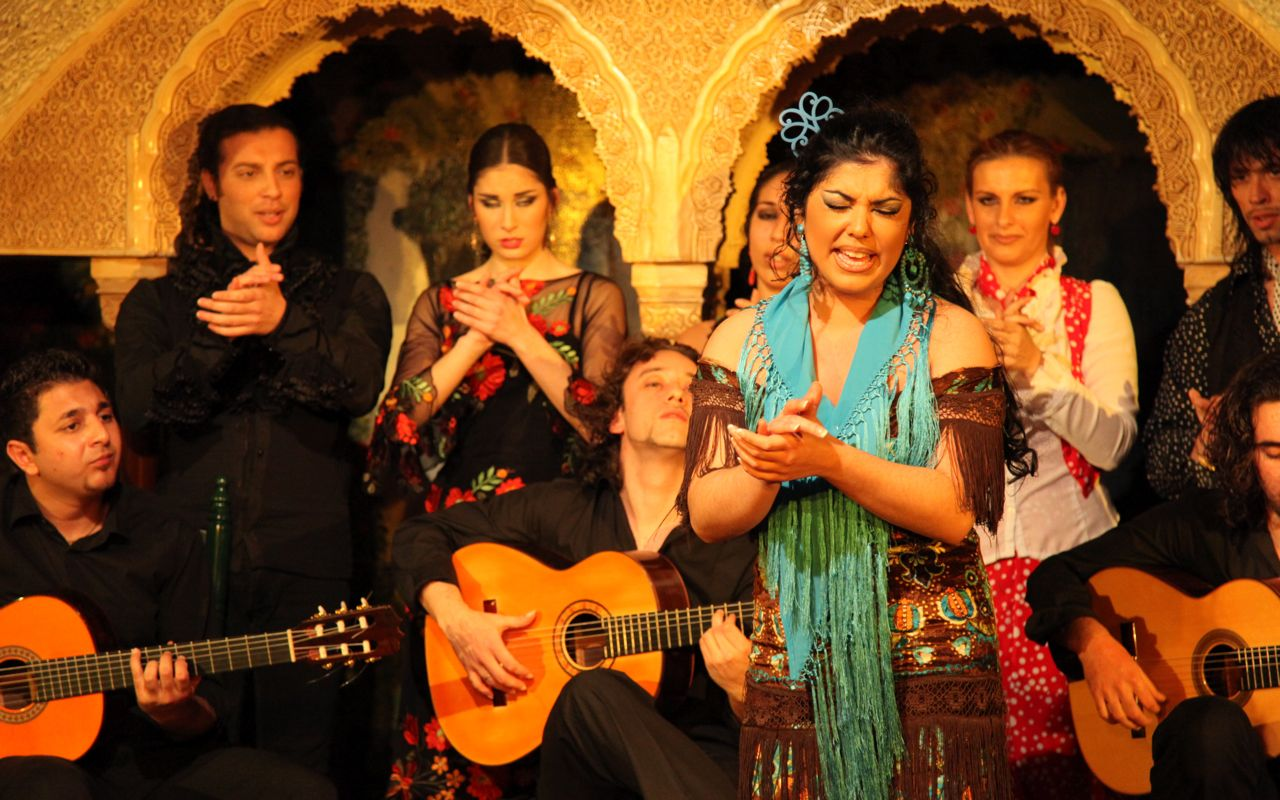
Tablao flamenc a Barcelona, en 2010

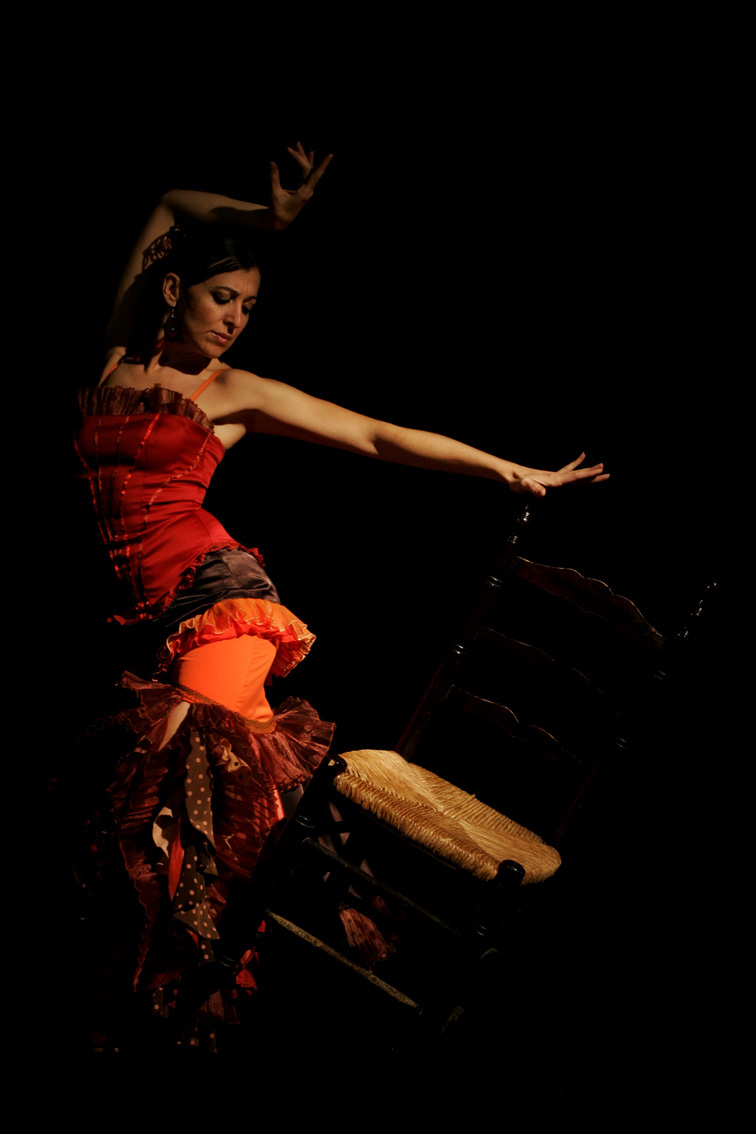
Ballarina de flamenc, 2008

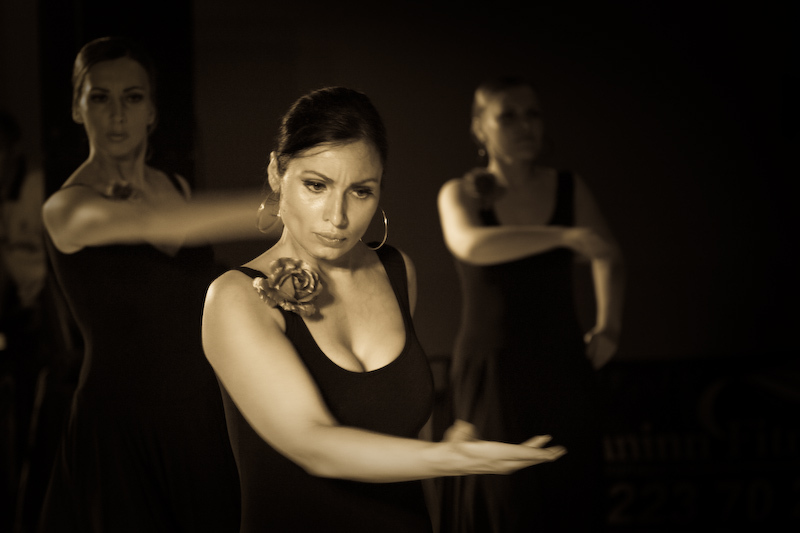
Ballarines russes de flamenc a Moscou

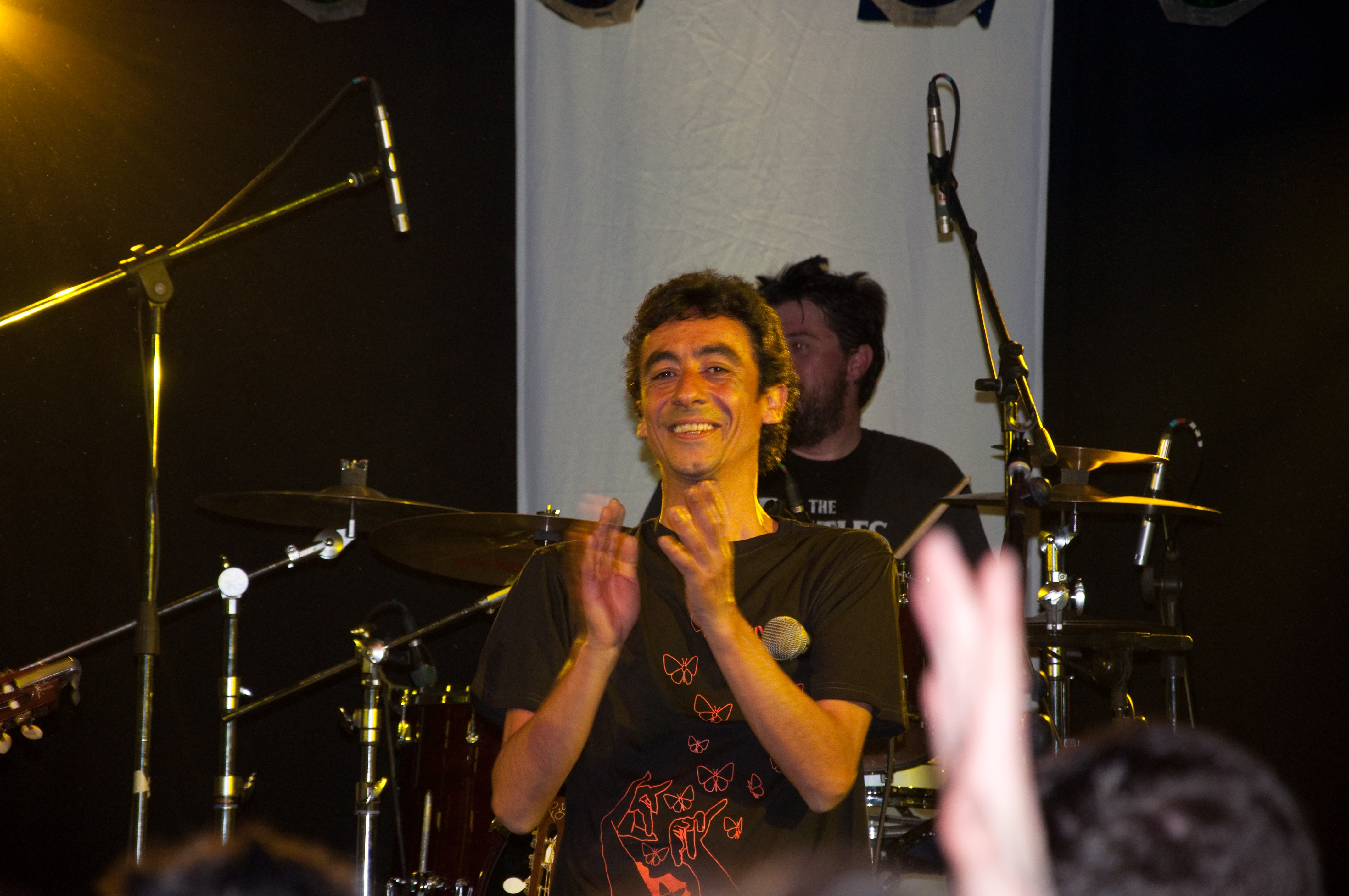
Concert de flamenc-fusió

Al llarg de la dècada del 1980 sorgeix una nova generació d'artistes que fan avançar la fusió un pas més. Aquests nous músics es troben davant la doble arrel en una posició més equidistant que els seus predecessors, ja que si bé es crien en entorns flamencs ja han rebut la influència de la primera generació (Camarón de la Isla, Paco de Lucía, Morente, etc.) Al que s'afegeix un major interès en la música popular dels mass mitjança que en aquells anys està renovant el panorama musical espanyol. És en aquest context on sorgeixen intèrprets com Pata Negra (que fusionen flamenc amb blues i rock), Ketama (que busquen inspiracions afrocaribenya) o Ray Heredia (creador d'un univers musical propi on el flamenc ocupa un lloc central).
Ja a finals d'aquesta dècada i durant tota la següent la fonogràfica Nous Mitjans impulsa el llançament de multitud de talents musicals que sota l'etiqueta "Nou Flamenc" el mateix agrupa joves intèrprets de flamenc orquestrat que a músics de rock, pop o música llatina l'única vinculació amb el flamenc són els seus orígens familiars, la seva ètnia gitana o afegir melismes i garganteos en temes que, per altra banda, se surten de qualsevol estructura flamenca prèvia. D'aquesta manera s'ha abusat de l'etiqueta "Flamenco" amb finalitats estrictament comercials; entre les bulerías amb guitarra elèctrica dels primers Pata Negra i les coples cantades per Diego El Cigala amb l'acompanyament de Bebo Valdés mitjana un llarg camí on en algun moment desapareix l'últim rastre (en compàs, en mètrica, en modes tonals, a pal ...) d'una voluntat flamenca. El fet que molts d'aquests intèrprets d'aquesta nova música seran reconeguts cantaores (José Mercé, el Cigala, El Lebrijano) permet etiquetar com flamenc tot el que interpreten, encara que siguin estils musicals diferents ortodoxament concebuts. Sí que ho fan, ia més de manera notablement fresca i desacomplexada, grups com O'Funkillo i Ojos de Brujo, que segueixen la senda del genial Diego Carrasco a la cerca d'estils musicals nous en els quals el compàs flamenc sigui el protagonista i on no es renunciï per sistema a l'estructura mètrica de certs pals.
Per la via d'una major conservació de les essències flamenques destaquen cantaores com Arcàngel, Miguel Poveda, Mayte Martín, Marina Heredia o Estrella Morente, que sense renunciar als beneficis artístics i econòmics del crossover mantenen en les seves interpretacions un major pes del flamenc concebut en un sentit més clàssic. Aquesta nova generació de cantaores suposa un canvi social important, ja que gràcies a l'accés gairebé il limitat a les obres fonogràfiques dels màxims intèrprets es generen cantaores veritablement enciclopèdics sense cap vinculació familiar o geogràfica amb el món flamenc.
En el flamenc modern és comú l'ús d'alguns instruments més a part de la guitarra, els palmells i la veu, com el baix elèctric, normalment sense trasts, i el caixó flamenc. El nou flamenc incorpora una barreja d'estils de música i una gran quantitat d'innumerables instruments (saxòfons, flautes travesseres, violoncels, violins o el sitar, i instruments de percussió com els bongos, les congues de amèrica del Sud, la darbuka i el djembé indi. Actualment és un estil molt conegut pels turistes que arriben a Espanya.

## Flamenc a Catalunya
El flamenc va començar a professionalitzar-se fa més d'un segle als cafès concert de Barcelona. Molt abans que emergissin grans figures del cante i de la guitarra com Mayte Martín, Miguel Poveda, Juan Manuel Cañizares i Juan Gómez Chicuelo, entre d'altres, de Catalunya també va sorgir la primera gran revolucionària del gènere: la bailaora Carmen Amaya.
La relació entre Catalunya i el flamenc no ha estat mai fàcil, però sí suficientment intensa i perllongada com per poder rebatre amb arguments fonamentats tots aquells que encara avui es neguen a acceptar el flamenc com un element integrat dins la cultura pròpia del país.